# Caio Mário
Caio Mário (em latim: Gaius Marius; em grego clássico: Γαίος Μάριος; romaniz.: Gaíos Mários; Arpino, c. 157 a.C. – Roma, 86 a.C.) foi um político da gente Mária da República Romana. É conhecido como o "terceiro fundador de Roma" por suas vitórias militares (os outros dois foram o próprio Rômulo e Marco Fúrio Camilo, que expulsou os gauleses da Itália séculos antes). Caio Mário, o Jovem, cônsul em 82 a.C., era seu filho.
Foi eleito cônsul por sete vezes, um feito sem precedentes na história de Roma, servindo com Lúcio Cássio Longino, Caio Flávio Fímbria, Lúcio Aurélio Orestes, Quinto Lutácio Cátulo, Mânio Aquílio, Lúcio Valério Flaco e Lúcio Cornélio Cina. Destacou-se ainda por suas reformas militares, especialmente por autorizar o recrutamento de cidadãos romanos sem terras para o exército e por reorganizar a estrutura das legiões em divisões menores, chamadas coortes, dando origem às legiões que perdurariam pelo resto da história romana.
O historiador Plutarco dedicou-lhe um dos volumes em Vidas Paralelas, comparando-o a Pirro, rei do Epiro.

## Primeiros anos
Mário nasceu em Arpino, ao sul do Lácio, por volta de 157 a.C. em uma família de classe média. A cidade havia sido conquistada pela República no final do século IV e, na época, seus cidadãos receberam a cidadania romana, mas sem direito de voto. Somente em 188 a.C. é que a cidadania plena lhes foi concedida.
Apesar de Plutarco afirmar que o pai de Mário era um trabalhador que cuidava de uma granja com suas próprias mãos, esta informação é seguramente falsa, pois era comum exagerar a pobreza dos homens novos (como eram chamados os cidadãos romanos sem ascendência nas principais famílias romanas). O fato de Mário ter ligações com a nobreza em Roma (os Cecílios Metelos) e suas relações matrimoniais com a nobreza local de Arpino são indicações de que ele deve ter pertencido a uma família de certa importância de ordem equestre. Os problemas que teve que enfrentar em sua carreira são indicativos das dificuldades que encontravam os homens novos em suas carreiras políticas na capital da República.
Existe uma lenda sobre a infância de Mário que conta que, ainda um adolescente, ele encontrou um ninho de águia com sete filhotes no interior. Como as águias eram considerados os animais sagrados de Júpiter, o deus supremo dos romanos, o fato foi analisado mais tarde como um presságio de sua eleição para o consulado por sete vezes. Assim que assumiu o consulado pela primeira vez, Mário decretou que a águia fosse o símbolo do Senado e do Povo de Roma, criando a águia romana, que manteve seu status por muitos séculos.
O início de seu serviço militar se deu na Guerras Celtiberas e provavelmente já estava lá por muitos anos quando chegou Cipião Emiliano. Adaptou-se rapidamente à disciplina estrita imposta pelo novo comandante e, novamente segundo Plutarco, causou uma boa impressão ao general, ganhando várias condecorações. Teria sido Emiliano que convenceu Mário a tentar a carreira política, mesmo sendo um homem novo. Nesta etapa, Mário apresentou sua candidatura a tribuno militar e, segundo Salústio, apesar de ser um desconhecido dos eleitores em Roma, as tribos o elegeram por conta de seus méritos militares.
A família de Mário era cliente dos Cecílios Metelos, a mais poderosa família romana na época, e o jovem contou com o apoio de Quinto Cecílio Metelo Numídico para conseguir ser eleito tribuno da plebe em 120 a.C.. Ao ser eleito, Mário conseguiu sua admissão ao Senado romano, o que lhe abriu a possibilidade de iniciar seu cursus honorum para, em algum momento, almejar o consulado.
Durante seu mandato como tribuno, Mário começou a revelar as características contraditórias que marcariam sua carreira política. De fato, ao mesmo tempo que se indispunha com a nobreza e com seu próprio propretor por causa de uma proposta, a Lex Tabellaria, que dificultava a pressão coercitiva da oligarquia nas votações, indispunha-se também com o povo ao se opor à populista Lex Frumentaria, que ampliava a porção de trigo devida à plebe (e com esta porção, a inerente corrupção e compra de votos). Não se sabe se, nestes casos, Mário atuava pelos interesses dos equestres ou numa agenda própria.
Seja como for, sua carreira política sofreu uma paralisação transitória, pois ele se apresentou como candidato e perdeu as eleições para edil curul e edil plebeu. Estas derrotas foram, pelo menos em parte, devidas à inimizade da família Metelo. Era de se supor que a sua origem modesta não lhe daria acesso às magistraturas mais altas, mas, em 116 a.C., foi nomeado pretor, em circunstâncias aparentemente tão duvidosas que provocaram o estabelecimento de um julgamento de ambitu, por acusações de suborno. Mário ganhou por pouco e conseguiu o posto de pretor em Roma (como pretor urbano, pretor peregrino ou como presidente da corte).
Depois de seu mandato de um ano na capital, em 114 a.C. Mário foi enviado para governar a Hispânia Ulterior como propretor. Ao que parece, participou de algum enfrentamento militar de pouca importância e, quando voltou, não apenas não recebeu um triunfo como também não aproveitou a oportunidade de ganhar fama ou riqueza. Como na época era habitual que o posto de governador da Hispânia fosse ocupado por mandatos de dois anos, é provável que ele tenha sido substituído em 113 a.C..
Em 110 a.C., Mário casou-se com Júlia Maior, tia de Júlio César, cuja origem patrícia e a influência de sua família favoreciam à sua aspiração ao consulado. Porém, era uma família que não detinha tanto poder até então — havia conseguido produzir um único cônsul em todo o século II a.C. — o que, em que pese ser um avanço, este casamento de forma alguma lhe assegurava um progresso político significativo por si só. Por outro lado, este matrimônio revela que Mário já havia adquirido uma certa influência política em Roma.

## Guerra contra Jugurta
Quando parecia que a carreira política de Mário estava encerrada, seria uma nova crise militar para Roma, neste caso na Numídia, que permitiria que Mário se apresentasse novamente perante a opinião pública como um habilidoso comandante militar.

### Contexto histórico

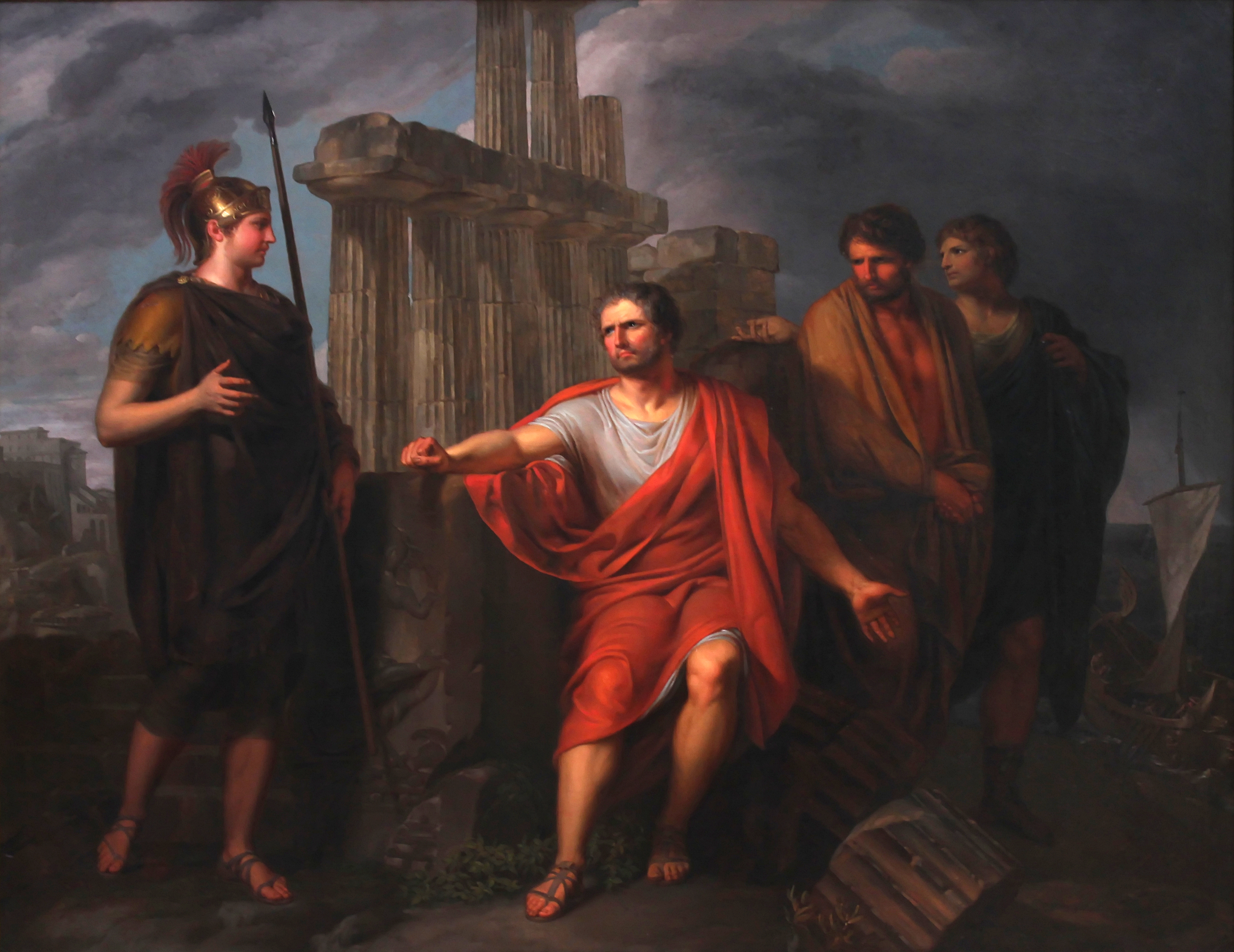
Mário nas ruínas de Cartago.
1791-4. Por Pierre Joseph Célestin François, nos Museus Reais de Belas-Artes da Bélgica

O Reino da Numídia havia saído fortalecido da Segunda Guerra Púnica. O príncipe númida Massinissa desertou para o lado romano durante a invasão romana na África cartaginesa comandada por Cipião Africano e, como recompensa, ganhou um extenso reino que os romanos criaram para utilizar como contraponto ao poder cartaginês. A partir daí, a Numídia seria uma boa fonte de tropas e provisões para Roma, tanto na África como fora dela, como foi o caso da Guerra Numantina, quando Jugurta dirigiu um contingente de cavaleiros e elefantes númidas.
Apesar disto, as habituais lutas dinásticas internas entre os próprios númidas colocaram em confronto o próprio Jugurta (sobrinho e filho adotivo do rei Micipsa) e seus irmãos adotivos Aderbal e Hiempsal. Depois que este foi assassinado, Aderbal fugiu para Cirta, onde estavam assentados diversos comerciantes romanos e itálicos, que o ajudaram a defender a cidade. Porém, quando Jugurta conseguiu a rendição de Cirta, todos eles foram executados. Os romanos, ultrajados, ordenaram que Jugurta seguisse imediatamente até Roma, mas ele preferiu subornar senadores influentes até conseguir, inclusive, a morte de um outro parente que estava refugiado em Roma. Depois, em 110 a.C., o general romano na Numídia, Aulo Postúmio Albino, sofreu uma importante derrota na Batalha de Sutul (uma fortaleza númida), quando Jugurta realizou um ataque surpresa com a ajuda de vários contingentes romanos corrompidos por seus subornos.

### Cecílio Metelo assume o comando
Roma reagiu em 109 a.C. enviando Quinto Cecílio Metelo para assumir o comando da guerra. Apesar de ser evidente que, depois que Mário assumiu o cargo de tribuno da plebe, ter havido um rompimento entre os dois, o relacionamento já havia melhorado nesta época, pois Metelo o levou como legado em sua campanha contra Jugurta.
Não sabemos em quais circunstâncias o clã dos Metelo se reconciliou com Mário, nem se se tratou de um perdão sincero ou uma obrigação dadas as circunstâncias; seja como for, Mário, depois de um ano como propretor na Hispânia Ulterior, foi incorporado como legado ao exército africano de Metelo em sua campanha. Com ele, Metelo buscava provavelmente a grande experiência de Mário como militar e este, por sua vez, pretendia fortalecer sua carreira política para chegar ao consulado.
Muitos dos métodos que Cipião Emiliano havia utilizado na Numância foram colocados em prática para colocar em forma as legiões da África. Foram expulsos os comerciantes e os soldados foram foram proibidos de comprarem alimentos diferentes dos fornecidos pelo exército e de manter seus próprios escravos ou animais de carga. Somente quando Metelo considerou que o exército estava pronto, Metelo avançou contra Jugurta. Ele conseguiu diversas vitórias, incluindo uma vitória depois da confusa Batalha de Mutul, perto do rio Mutul. Apesar disto, a luta foi lenta, atrapalhada pela necessidade de cercos complicados, que resultaram num aumento crescente descontentamento em Roma diante da aparente incapacidade de Metelo de vingar as derrotas passadas de forma fulminante.

### Consulado

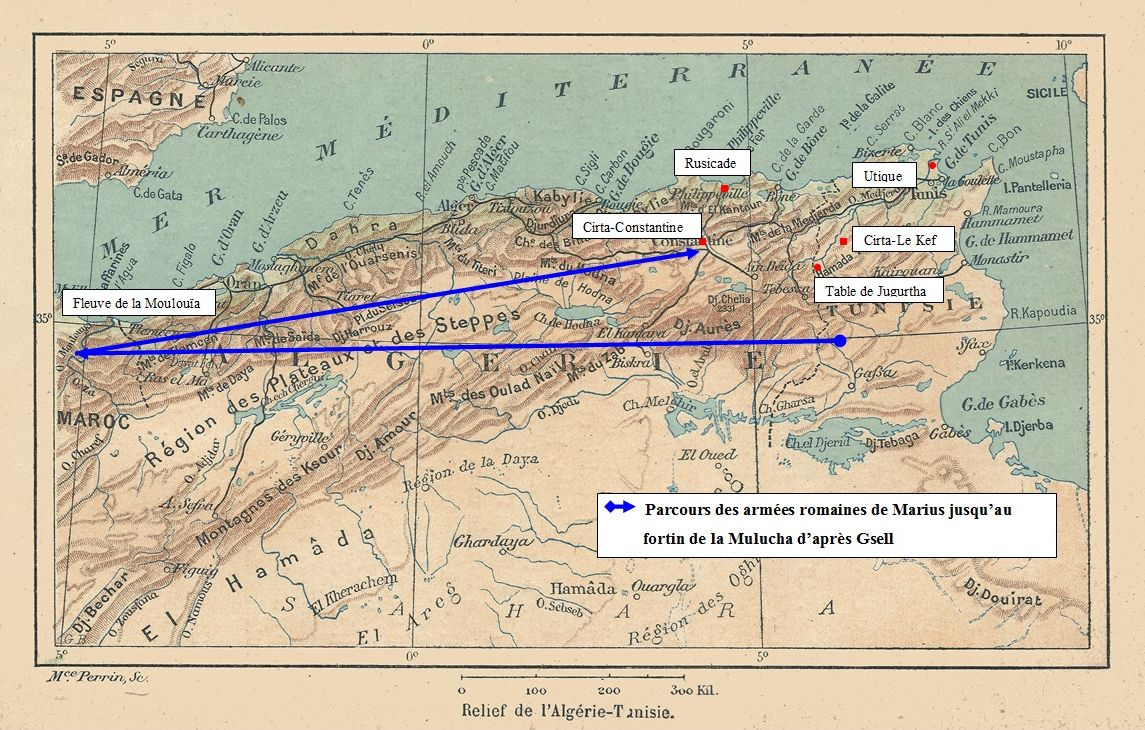
Mapa da campanha de Mário no norte da África contra Jugurta

Em 108 a.C., Mário pediu permissão a Metelo para deixar seu posto de legado para ir a Roma apresentar sua candidatura ao consulado. Metelo não permitiu e lhe ofereceu como alternativa apoiar a candidatura de seu filho que tinha apenas vinte anos, o que implicitamente supunha que tal apoio só viria vinte anos depois. A partir de então, Mário começou sua campanha para obter o consulado de qualquer forma. Salústio afirma que esta decisão foi apressada, em parte, por uma adivinha que lhe disse que havia previsto coisas grandes e maravilhosas e que, por isso, ele poderia perseguir qualquer desejo que tivesse, confiando aos deuses o êxito, e que poderia provar a sorte quantas vezes quisesse, posto que todas as suas campanhas prosperariam. Diante da situação (Mário precisava da permissão de Metelo para deixar o posto), Mário passou o verão congraçando-se com as tropas, o que aumentou imensamente sua popularidade, comendo junto com eles e demonstrando que não tinha medo de compartilhar com eles as agruras da vida militar. Buscou ainda a aprovação dos comerciantes itálicos, sugerindo que, se estivesse no comando, conseguiria uma vitória rápida e fácil na Numídia contra Jugurta. Os dois grupos escreveram para seus aliados em Roma, falando muito bem de Mário e criticando as táticas de Metelo, que baseava sua estratégia num lento desgaste das forças de Jugurta. Depois disto, Metelo decidiu ceder e deixou Mário partir, pois mantê-lo como subordinado em nada o ajudava.
Mário voltou a Roma e se apresentou como candidato ao consulado no que se mostrou ser uma campanha rápida e muito exitosa, que acabou com sua eleição em 107 a.C.. Não é de se estranhar sua eleição tendo em vista que, na época, os romanos haviam presenciado vários desastres militares provocados pela incompetência de certos membros da aristocracia, assim como várias acusações de corrupção subsequentes. Mário se mostrava uma alternativa diferente: um virtuoso homem novo que, com muito trabalho, havia chegado aonde estava.
O senado, por sua vez, decidiu que entre as várias províncias consulares a serem divididas entre os cônsules daquele ano não estaria a Numídia, onde se travava a guerra contra Jugurta, e prorrogou Metelo no comando como procônsul. Mário se defendeu utilizando uma tecnicalidade para levar a decisão para a Assembleia dos Cidadãos, onde contava com muito mais apoio. Uma movimentação idêntica já havia sido utilizada em 131 a.C., quando um tribuno havia apresentado uma lei para autorizar a Assembleia a eleger um comandante (aparentemente existia ainda um precedente da época da Segunda Guerra Púnica).
Mário apresentou uma lei similar e as assembleias o escolheram como comandante depois desta eleição especial. Metelo, por sua vez, teve que voltar, mas o senado, como compensação, lhe concedeu um triunfo e o título de "Numídico" ("conquistador da Numídia").

### Final da guerra

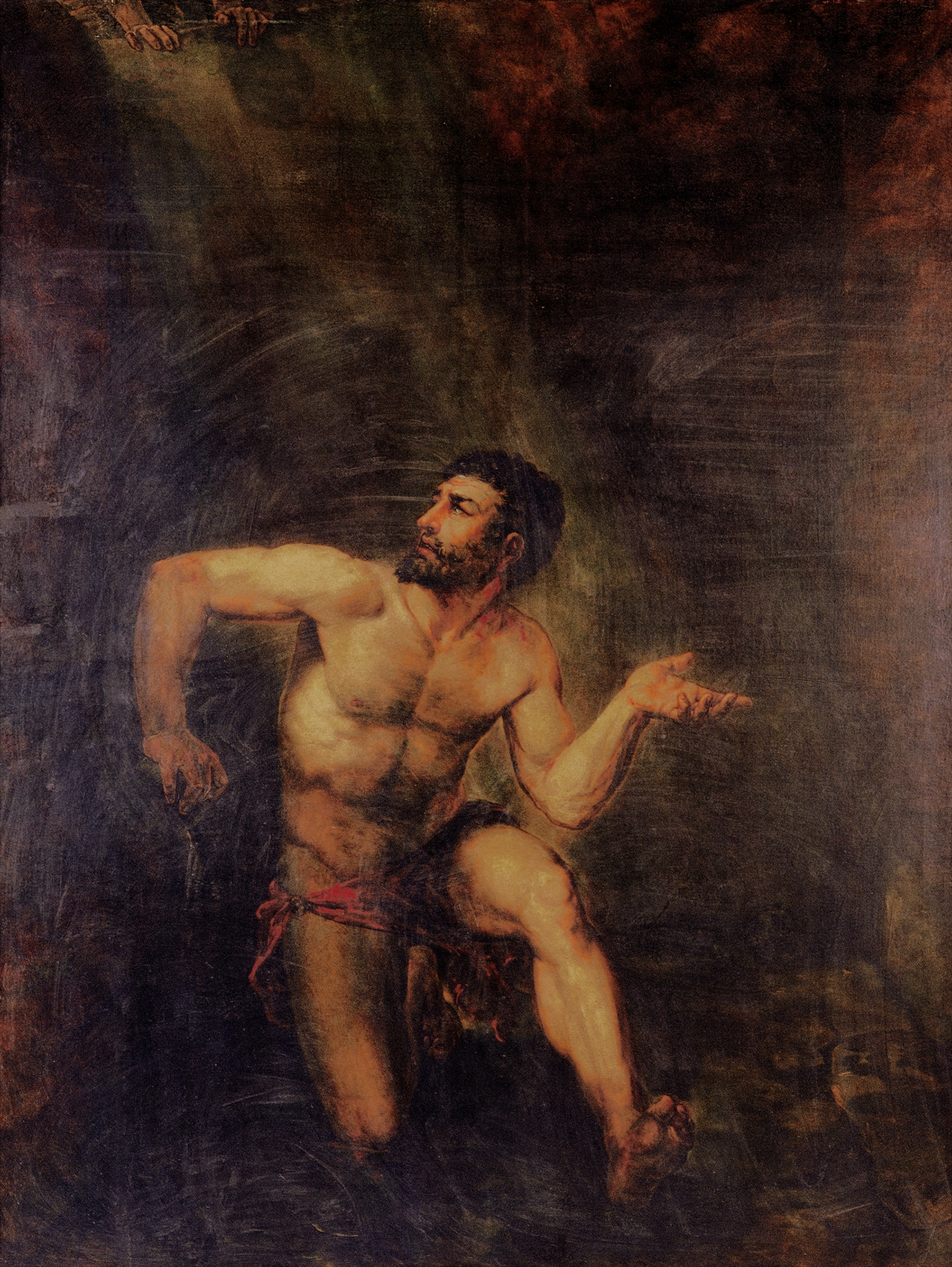
Jugurta, o grande inimigo de Mário na África.
1842. Por Augusto Müller, no Museu Nacional de Belas Artes, no Rio de Janeiro.

Apesar de ter se gabado poder finalizar a guerra rapidamente, Mário levaria mais três anos para cumprir sua promessa, o que parece demonstrar que Metelo vinha atuando com honradez e utilizando a única tática possível perante um inimigo astuto e conhecedor da guerra de guerrilha em um território bem conhecido. Sua estratégia não foi em nada diferente da que vinha conduzindo Metelo, ocupando-se do cerco das principais fortalezas númidas, que Jugurta utilizava para conter o avanço romano. Dedicando-se à pilhagem e a destruição do território inimigo, Mário avançou, em lenta marcha para o oeste, até o interior do Reino da Numídia, com o Reino da Mauritânia, onde Jugurta, sempre na defensiva, tornando-se seu último refúgio. Apesar disto e apesar das repetidas vitórias romanas, Jugurta sempre conseguia escapar para continuar a luta.
Finalmente, Mário lançou mão de uma traição para terminar a guerra. Seu questor na época era Lúcio Cornélio Sula, filho de uma família patrícia em decadência. Mário, a princípio, não estava inteiramente satisfeito por ter que aceitar o inexperiente Sula para ocupar um posto de tamanha responsabilidade uma vez que ele não tinha experiência militar prévia, ele se mostrou um líder competente e voluntarioso. A aproximação do fronte da Mauritânia finalmente convenceu o seu rei, Boco I da Mauritânia, sogro de Jugurta, a romper a neutralidade, uma posição que tanto Metelo quanto Mário haviam conseguido a duras penas, para ajudar seu genro. Quando, já no segundo ano de campanha na África, no final de 106 a.C., Mário se retirava para seus acampamentos de inverno no leste, foi atacado e encurralado pelas forças conjuntas dos monarcas africanos. Quando, em 105 a.C., se renovaram os contatos com Boco I, preocupado com o avanço romano, Sula conseguiu desfazer a aliança e pressionou Boco I a solicitar a paz. Depois de duras negociações, que ocuparam a maior parte de 105 a.C., e durante as quais Boco I vacilava num jogo duplo entre Jugurta e os romanos, finalmente o questor conseguiu convencer o rei mauritano a atrair para uma armadilha o seu genro, que finalmente caiu nas mãos de Mário.
Não se saberá nunca com certeza a quem se deve atribuir o sucesso pelo final da guerra. Aparentemente seria uma obra do gênio militar de Mário como da astúcia e diplomacia de Sula, mas, por outro lado, não seria ilógico duvidar se Sula agia por conta e risco ou se segui um plano pré-definido por seu comandante. Por isso — e como Mário era o comandante de Sula — a honra da captura de Jugurta foi de Mário. Mas esta honraria não era tão importante, pois os dois saíram ganhando e, muito depois, Sula distorceria a história para assumir para si o grande mérito sobre o final da guerra.
Graças às suas vitórias na Numídia (norte da África), Mário ganhou o apelido de "Raposa de Arpino", a última cidade do Lácio a se juntar a Roma. Em 104 a.C., Mário celebrou um triunfo em Roma por sua vitória contra Jugurta, que foi executado durante a cerimônia, iniciando, neste mesmo dia, seu segundo consulado, para o qual havia sido eleito in absentia, um procedimento extraordinariamente raro e irregular.

## Reformas militares
Na época, as legiões eram formadas por proprietários de terras e haviam sofrido uma série de graves derrotas, em grande parte devidas à inabilidade dos aristocratas romanas, que provocaram uma grande quantidade de baixas. Por tradição, o exército romano era formado apenas por homens com propriedades de terra, sobretudo fazendeiros, pois esperava-se que estes seriam os que lutariam com mais afinco pela defesa da República. Depois das reformas agrárias dos irmãos Graco, continuava estabelecido o tradicional recrutamento romano, que excluía do serviço os que não tinham propriedades suficientes para entrar no censo da quinta classe. Parece que os requisitos para formar a quinta classe foram reduzidos de de 11 000 para 3 000 sestércios por propriedade e que, inclusive, em 109 a.C., os cônsules teriam aprovado uma suspensão destas restrições. Seja como for, no final do século II a.C., estes deveres militares dos proprietários de terra se mostraram tão pesados a ponto de Salústio afirmar que os adversários políticos de Mário estarem esperando que os novos alistamentos de tropas minariam sua popularidade. Mário, que necessitava de mais tropas e tinha muitos problemas para obtê-las, foi obrigado a recorrer a métodos não convencionais e, possivelmente, nem se deu conta das consequências que suas reformas teriam no futuro.

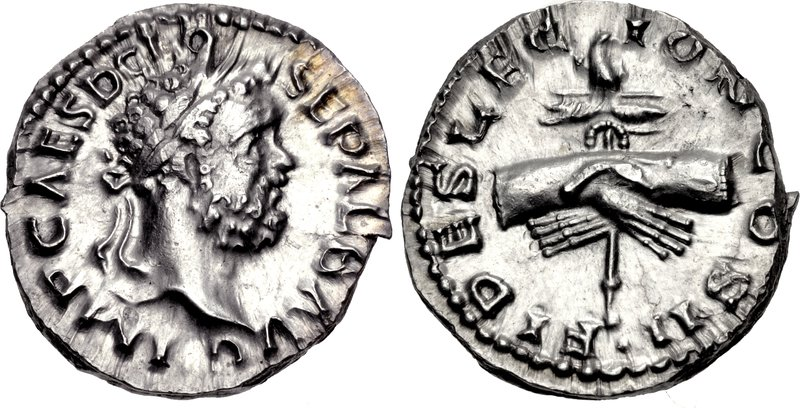
Águia romana num denário. A partir das Reformas de Mário, a águia passou a ser o principal símbolo das legiões romanas

Em século 107, Mário decidiu ignorar completamente a qualificação no censo e começou a recrutar homens livres sem nenhuma propriedade. Estes homens eram chamados de proletários (proletarii ou capite censi), pois apareciam no censo simplesmente como números por não terem grandes propriedades de terra, e que, até aquela data, só haviam sido recrutados para o exército romano em crises extremas, como durante a Segunda Guerra Púnica — e, mesmo nestes casos, acabam majoritariamente servindo como remadores da marinha romana. Desta forma, Mário conseguiu as tropas que precisava sem minar o ânimo dos proprietários de terras, que eram os que o apoiavam politicamente. A estes era imposta uma taxa (soldada), com a qual pagariam o equipamento militar que deveriam fornecer ao estado. A partir daí, os exércitos romanos passaram a ser formados majoritariamente pelos cidadãos pobres dos proletários, cujo futuro depois do serviço militar passaria a depender principalmente do sucesso de seu general em distribuir terras para seus veteranos.
Por isso, os soldados começaram a ter um grande interesse pessoal nas disputas entre seu general e o senado. Apesar de Mário não ter percebido este potencial, em menos de duas décadas seu antigo questor, Sula, acabaria utilizando-o contra o senado e contra o próprio Mário. As reformas também deram início à profissionalização do exército, um ciclo que se encerraria com sucesso na época do Império Romano. Os soldados começaram a receber um salário e seu sustento e equipamento passaram a ser obrigações do estado.
O fato de conceder aos mais desfavorecidos a possibilidade de alistarem-se às legiões romanas provocou muitos conflitos com o senado. Estes novos legionários eram analfabetos e, portanto, não conseguiam se entender nos campos de batalha como os antigos soldados proprietários de terra. Por isto, Mário pensou num símbolo que todos deveriam seguir até o último suspiro, a águia romana, que passou a ser o símbolo das legiões romanas.
Apesar disto tudo, a maioria dos estudiosos modernos reduzem a importância das Reformas de Mário no conjunto das reformas realizadas no período final da República Romana na estrutura do exército romano. Este novo enfoque contempla as Reformas de Mário como uma mudança importante no contexto de um processo mais gradual. Desde a época da Segunda Guerra Púnica já se realizavam reduções periódicas nos requisitos mínimos de riqueza necessários para o  serviço militar e sabe-se da existência de casos de soldados semi-profissionais que se realistavam no serviço militar por vezes seguidas. Também foi um fato importante a própria expansão do território da República, que impossibilitou a realização das tradicionais guerras de temporada, nas quais o soldado tinha tempo para voltar para casa para a colheita, e obrigava a existência de guarnições permanentes na Hispânia, na Gália Transalpina ou na Macedônia.

## Cimbros e teutões

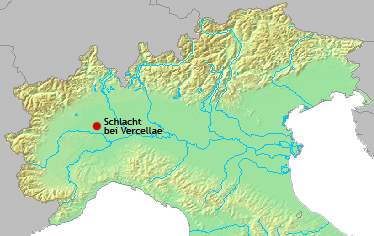
Localização da Batalha de Vercelas, na Gália Cisalpina

O trajeto dos cimbros e teutões durante a Guerra Cimbria, marcando o local das principais batalhas. Mário assumiu o comando depois do desastre da Batalha de Aráusio e levou os romanos à vitória.

No final do século II a.C., Roma teve que enfrentar diversos movimentos migratórios de bárbaros vindos do norte: cimbros e teutões, assim como outros grupos, como ambrões e tigurinos. Eram povos em busca de terras para se assentarem que viajavam em grupos familiares muito numerosos. Em 113 a.C., alguns teutões chegaram em Nórica, na época habitada por aliados romanos, e a República reagiu enviado o cônsul Cneu Papírio Carbão para enfrentá-los. Em meio às negociações, Carbão atacou de surpresa os germânicos, mas, apesar da inciativa, os romanos foram derrotados.
Quatro anos depois, em 109 a.C., chegaram na Gália os cimbros e, durante a Guerra Cimbria, o cônsul Marco Júnio Silano foi derrotado, o que aumentou muito o grau de descontentamento das tribos celtas recém-conquistadas no sul da Gália. Em 107 a.C., o cônsul Lúcio Cássio Longino foi derrotado por uma tribo local na Batalha de Agen e seu oficial responsável, Caio Popílio Lenas (filho de Públio Popílio Lenas, cônsul em 132 a.C.) salvou o que foi possível depois de abandonar parte de seu acampamento e depois de passar pela humilhação de "passar debaixo do jugo". No ano seguinte, outro cônsul, Quinto Servílio Cépio marchou para Gália para sufocar uma revolta e capturou a cidade de Tolosa, onde capturou uma enorme quantidade de dinheiro, conhecida como Tesouro de Tolosa (Aurum Tolosanum). Parte deste dinheiro desapareceu misteriosamente no caminho até Massília. Cepião foi prorrogado no comando, como procônsul, por mais um ano e, quando um dos cônsules, Cneu Málio Máximo, outro homem novo, passou a operar no sul da Gália, Cepião (que se considerava incapaz de obedecer a um homem novo, mesmo sendo cônsul, por causa de sua linhagem) fez de tudo para não cooperar com ele.
Continuando sua marcha, cimbros e teutões chegaram até o Ródano. Cepião, que estava na margem oeste, se recusou a ir apoiar Málio, cujas forças estavam divididas e separadas por uma grande distância. Finalmente, o senado obrigou Cepião a ajudar, mas este, mesmo depois de cruzar o rio para ajudar Málio, se recusou a juntar suas forças, mantendo seus exércitos a uma distância bem grande. Boiorix, o líder cimbro, ao se ver cercado por dois exércitos, tentou mudar a situação e iniciou conversações com Málio. Cepião, temendo que ele conseguisse submeter Boiorix e voltasse a Roma como herói, lançou um ataque unilateral contra o acampamento cimbro em 6 de outubro de 105 a.C., dando início à Batalha de Aráusio. Apesar disto, a natureza precipitada do assalto unida à teimosa resistência címbria levou à aniquilação do exército de Cepião. Além disso, os cimbros também arrasaram o acampamento do procônsul, que estava completamente desprotegido. Os germânicos, depois de derrotar Cepião, avançaram sobre as legiões de Málio, moralmente derrotados. Como os romanos lutavam com o rio às costas, uma fuga era impossível e Lívio cita a quantidade de mortos na casa dos 80 000, que implicaria num número de mortos similar ao desastre da Batalha de Canas.
As perdas romanas durante a década precedente já haviam sido duras o suficiente, mas esta grande derrota e a clara responsabilidade da arrogância da aristocracia foi a gota d'água. Não apenas se haviam perdido um grande número de vidas romanas, mas também própria Itália estava à mercê de uma invasão das hordas de bárbaros e o descontentamento popular com a aristocracia chegou ao ponto máximo. O conflito entre optimates e populares começou a se aprofundar, tornando-se cada vez mais violento.

## Cônsul
No final de 105 a.C., Mário foi eleito cônsul pela segunda vez, mesmo estando ainda na África. Sua eleição, in absentia, foi um evento muito raro, mas não apenas isto. Em algum momento depois de 152 a.C. foi promulgada uma lei que estabelecia que um lapso de tempo de dez anos deveria se transcorrer antes que a mesma pessoa pudesse se candidatar a um novo consulado. Há evidências ainda de que, em 135 a.C., houve uma lei que chegou a proibir que um ex-cônsul fosse eleito novamente. Apesar disto, na época de Mário, chegavam a Roma notícias catastróficas sobre a chegada iminente dos cimbros e, como medida de emergência, Mário foi eleito novamente como cônsul por conta de uma lei específica. Ela se repetiu e Mário acabou eleito por cinco anos consecutivos (entre 104 e 100 a.C.), um feito sem precedentes na história de Roma. Ele voltou a Roma em 1 de janeiro de 104 a.C. para celebrar seu triunfo sobre Jugurta, que foi exibido em procissão e executado no final do evento.
A principal ameaça eram os bárbaros do norte, que haviam conseguido derrotar cinco exércitos consulares até então e que os romanos temiam que pudesse chegar até Roma. Os cimbros marcharam até a Hispânia e os teutões foram para o norte da Gália, dando tempo a Mário para preparar seu exército. Um de seus legados, nesta época, era seu antigo questor, Lúcio Cornélio Sula, o que revela que, até então, não existia conflito entre os dois.
O exército do norte da África foi licenciado depois da morte de Jugurta. Para enfrentar a ameaça ao norte, Mário se apoderou do exército que Públio Rutílio Rufo, cônsul do ano anterior, havia recrutado durante seu consulado e que, provavelmente, havia sido recrutado também entre as camadas mais pobres da população. Seja como for, Mário liderou este novo exército como já vinha fazendo com suas antigas tropas: treinamento contínuo, marchas regulares e um tratamento severo em relação ao cumprimento das normas.
Mário foi reeleito cônsul em 103 a.C., apesar de ser possível que tenha atuado como procônsul. Aparentemente, acreditava-se que sua posição como cônsul faria de sua nomeação como comandante da campanha algo completamente indiscutível e evitaria problemas com cônsules que pudessem divergir dele por sua posição de procônsul, uma magistratura inferior. Mário parece ter conseguido tudo o que desejava e esta posição sem precedentes se deu por conta do apoio do povo, que elegiam a seus colegas consulares em função de seus desejos. Em 103 a.C., os germânicos ainda não haviam deixado a Hispânia e o colega consular de Mário, Lúcio Aurélio Orestes, morreu, o que obrigou Mário a voltar a Roma para organizar as eleições, sendo reeleito para o ano seguinte (102 a.C.).

## Encontro com as tribos germânicas

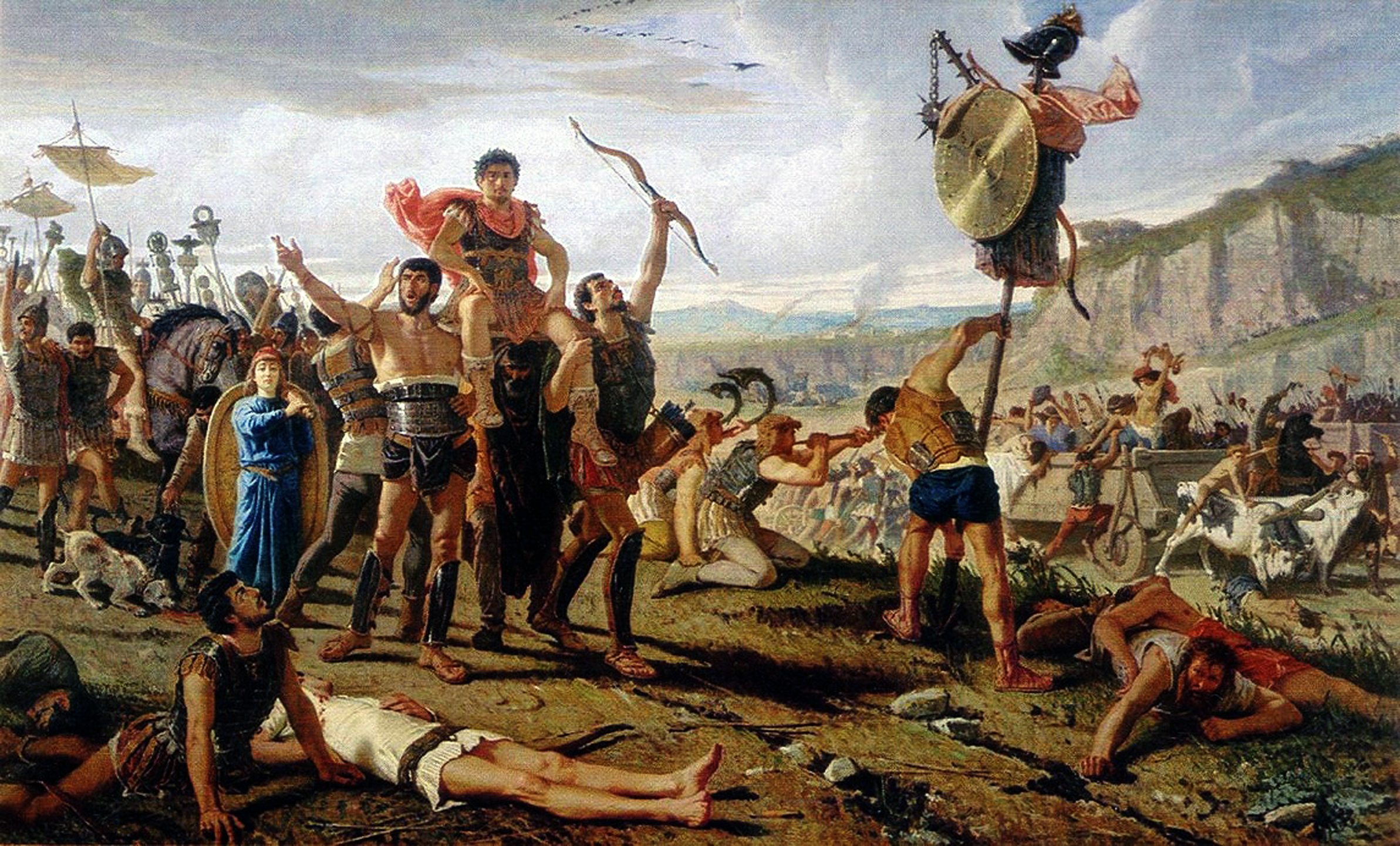
Mário, vencedor dos Cimbros

Em 102 a.C., os cimbros partiram da Hispânia e invadiram a Gália, onde se encontraram com os teutões e decidiram invadir a Itália. Os teutões seguiram para o sul e avançaram até a Itália pela costa mediterrânea. Os cimbros, por outro lado, cruzaram os Alpes, entrando na península pelo noroeste. Finalmente, os tigurinos, a tribo celta que havia derrotado Lúcio Cássio Longino poucos anos antes, cruzaram os Alpes pelo nordeste. Esta decisão se mostrou errada, pois as tribos germânicas dividiram suas forças e permitiram que o exército romano as enfrentassem em separado.
Mário enfrentou primeiro os teutões, que estavam na Gália Narbonense, marchando em direção aos Alpes. Ele negou dar-lhes combate em seu próprio terreno e retirou-se para Águas Sêxtias, uma cidade fundada por Caio Sêxtio Calvino em 124 a.C.), que bloqueava o passo das montanhas. Mário acampou perto do inimigo em uma posição fortificada e, pouco de pois de acampar, ocorreu uma pequena escaramuça entre germânicos e romanos pelo controle do acesso à água. O incidente acabou tornando-se uma vitória romana e serviu para aumentar o moral das tropas republicanas, que se viram capazes de derrotar o inimigo germânico. Na noite seguinte, Mário enviou um destacamento de 3 000 homens sob o comando de Marco Cláudio Marcelo para preparar uma emboscada esperando pelo contingente principal. Ao amanhecer, Mário colocou seu exército em formação de combate na colina e provocou os teutões com sua cavalaria.
Os romanos tinham ordens de manter a posição até que o inimigo avançasse colina acima e Mário se posicionou na primeira fila com seus soldados para inspirá-los, apesar de crer que perderia, com este ato, o controle sobre o desenrolar global da batalha. Trata-se de um ato extraordinário para um general romano e é o único caso para o qual existem dados inequívocos comprovando esta atuação.
A primeira onda de inimigos foi abatida com o lançamento das lanças do alto da colina, o que refreou o ímpeto inicial da carga e acabou com a formação cerrada das forças germânicas. Depois atacaram os legionários romanos, que começaram a ganhar terreno frente aos germânicos. Quando a batalha chegou à planície, os romanos perderam a vantagem da altitude, mas Marcelo dirigiu seus homens contra a retaguarda germânica, conseguindo assim a vitória. Na batalha final, os ambrões e teutões foram aniquilados, a ponto de se falar na captura de 100 000 prisioneiros e um grande butim.
Por sua parte, o colega de Mário, Quinto Lutácio Cátulo, não teve tanta sorte. Ele tentou deter os cimbros no passo de Brennero, mas teve que retroceder e permitiu o avanço inimigo até o norte da Itália no final do ano. Mário estava em Roma e, depois de ser nomeado cônsul novamente, em 101 a.C., deixando de lado um triunfo por sua  vitória contra os teutões, e seguiu rapidamente para o norte para unir-se a Cátulo, prorrogado por um ano a mais (neste caso como procônsul). Finalmente, no verão deste mesmo ano, se realizou a Batalha de Vercelas, na Gália Cisalpina. Mais uma vez, a disciplina das tropas romanas resistiu contra uma força muito maior. Ao menos 65 000 germânicos morreram (é possível que o número seja tão alto quanto 100 000) e os sobreviventes foram escravizados. Os tigurinos deram meia-volta e retornaram para sua terra natal. Cátulo e Mário celebraram um triunfo conjunto, mas o povo deu todo o crédito da vitória a Mário, o que transformaria Cátulo em um futuro inimigo político de Mário., Como recompensa, Mário foi nomeado cônsul mais uma vez, em 100 a.C., apesar de o perigo iminente ter acabado. Mas a honra seria dúbia, pois o ano não foi bom para o Mário.

## Sexto consulado (100 a.C.)

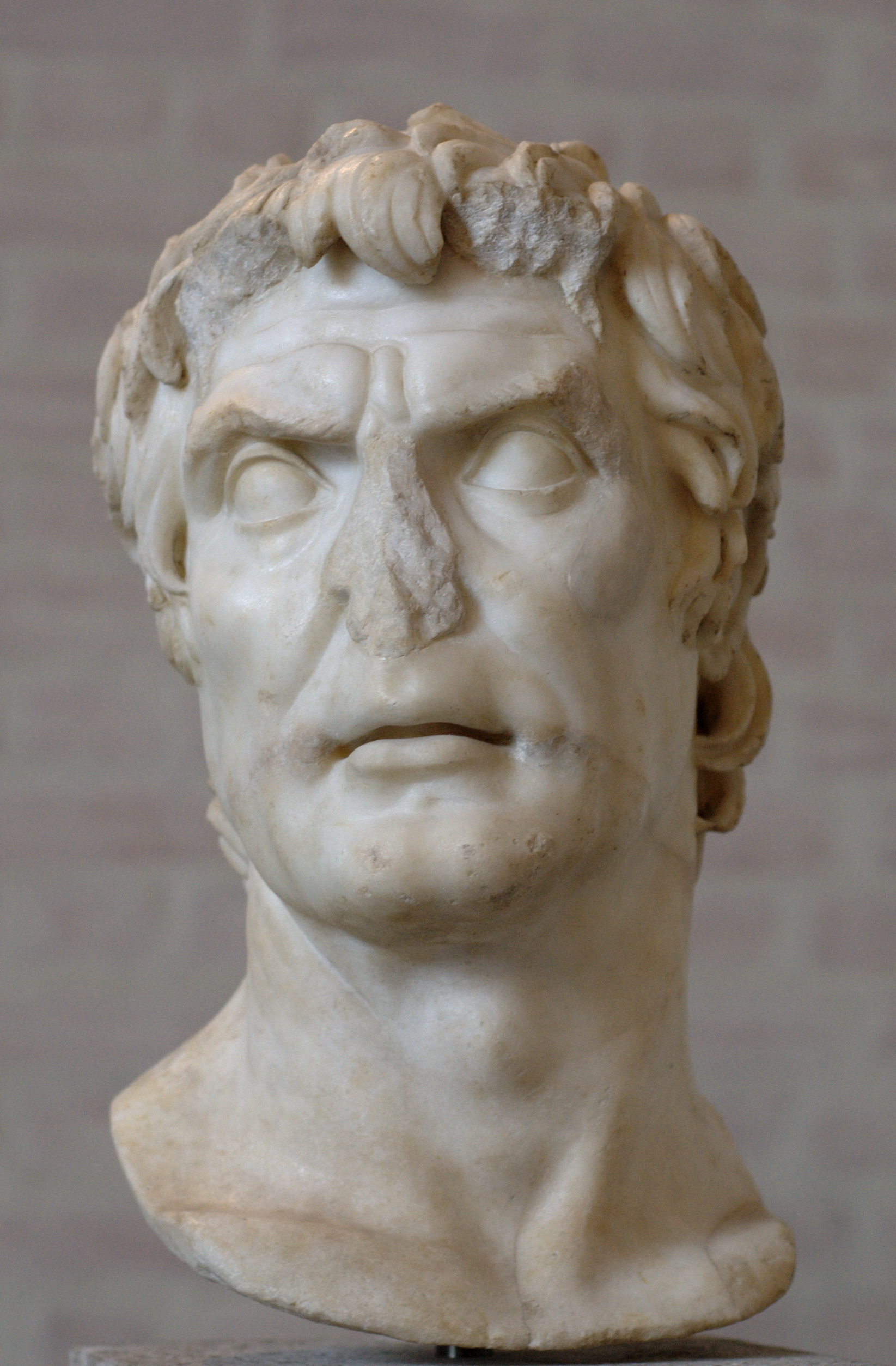
Sula, um antigo aliado de Mário e seu principal adversário no final de sua vida.
Busto na Gliptoteca de Munique.

Durante o seu sexto consulado, Mário teve que enfrentar problemas para assegurar os seus muitos objetivos políticos, incluindo uma lei para outorgar terras a seus veteranos na Gália Transalpina, Sicília e Grécia (muitos veteranos da Numídia havia conseguido terras no norte da África). Quando Mário voltou para Roma depois de sua vitória contras os cimbros, ele se viu isolado no senado e entrou num acordo com Lúcio Apuleio Saturnino e seu aliado, Caio Servílio Gláucia e os três formaram uma espécie de triunvirato com o apoio dos veteranos de Mário e da maior parte da plebe. Depois de subornos e assassinatos, Mário foi eleito cônsul pela sexta vez em 100 a.C. (quinta consecutiva), Gláucia foi eleito pretor e Saturnino, tribuno da plebe pela segunda vez. Saturnino então apresentou uma lei agrária para ampliar o escopo da que já havia sido aprovada na África e que propunha que todo o território ao norte do rio Pó, recentemente conquistado por Mário dos cimbros, deveria ser utilizado para assentar os veteranos , incluindo terras antes ocupadas pelas tribos celtas. Esta lei provocou uma enorme polêmica, já que estas terras eram, até serem conquistadas pelos cimbros, propriedade de camponeses italianos.
Mário, vendo-se cada vez mais obscurecido por seus colegas, especialmente por conta de seus excesso, rompeu a aliança. Saturnino e Gláucia perceberam que a única esperança que tinham de se manterem a salvo era permanecerem no cargo. Saturnino foi então eleito para um terceiro mandato como tribuno no começo de 99 a.C. e Gláucia, mesmo tendo sido pretor havia menos de dois anos, foi candidato ao consulado, o que era irregular. Marco Antônio Orador foi eleito sem oposição e o outro candidato optimate, Caio Mêmio, que era quem aparentemente seria eleito, foi golpeado até a morte por agentes de Saturnino e Gláucia ainda durante a votação.
A morte de Mêmio provocou uma autêntica revolta no sentimento político da cidade. O senado declarou, no dia seguinte, que Saturnino e Gláucia eram inimigos públicos, e ordenou que Mário agisse para defender a República. Apesar da antiga aliança, não restava alternativa a Mário a não ser obedecer. Os dois foram assassinados e fama de Mário ficou abalada. Ele se retirou para o oriente e participou muito pouco da vida política romana na década seguinte.

## Guerra Social
Neste período no qual Mário esteve fora e, tempos depois, quando ele voltou a Roma, houve uma paz relativa em Roma. Apesar disto, em 95 a.C., foi emitido um decreto mediante o qual todos os habitantes de Roma que eram cidadãos de outras cidades italianas, mas que não eram cidadãos romanos, deveriam ser expulsos da capital. Em 91 a.C., Marco Lívio Druso foi eleito tribuno da plebe e propôs uma divisão maior das terras do estado, o aumento no número de senadores e a ampliação da cidadania romana a todos os homens livres da Itália.
Druso foi assassinado e os aliados italianos iniciaram uma revolta contra Roma que se chamou Guerra Social, que perdurou de 91 até 88 a.C.. Mário e Sula assumiram o comando das forças romanas contra as cidades rebeldes, sendo que Mário lutou nos primeiros anos da guerra sem conseguir nenhuma vitória importante, o que revela a possibilidade de que ele já tivesse problemas de saúde que o impediram de desempenhar um papel mais destacado no conflito. Apesar disto, Mário conseguiu salvar o exército romano do desastre na batalha que tirou a vida de Públio Rutílio Lupo contra os picenos em 90 a.C., às margens do rio Liri segundo o relato de Apiano.

## Sula e a Primeira Guerra Civil
Depois do término da Guerra Social, o rei Mitrídates VI do Reino do Ponto começou uma série de campanhas expansionistas e invadiu a Grécia. Em 88 a.C., Sula, que havia se destacado militarmente durante a Guerra Social, foi eleito cônsul. A escolha que o senado tinha diante de si era eleger ou Sula ou Mário como comandantes de um exército que defendesse os aliados romanos e derrotasse Mitrídates. O senado finalmente nomeou Sula, entre outras coisas, porque Mário, aos 69 anos de idade naquele momento, foi considerado velho demais para liderar uma campanha tão difícil. Apesar disto, Mário estava obcecado em conseguir o comando e, com isto, voltar ao centro da vida pública romana. Para reverter a decisão do senado, tentou novamente recorrer ao artifício de contornar a decisão do senado recorrendo à Assembleia dos cidadãos. Para isto, valeu-se da ajuda do tribuno Públio Sulpício Rufo.
Neste momento, Sula se converteu no maior adversário de Mário e se negou a aceitar a validade da decisão da assembleia. Ele deixou Roma e seguiu diretamente para o acampamento de seu exército, o mesmo que o senado lhe havia entregue para lutar contra Mitrídates, que estava em Nola. Ele pediu às legiões que desafiassem a Assembleia e o aceitassem como líder legítimo; elas o fizeram e, para demonstrar a fidelidade a Sula, os legionários apedrejaram os representantes da Assembleia. Sula liderou seis legiões em uma marcha contra Roma, algo completamente imprevisto e que pegou Mário de surpresa, dado que nenhum exército romano jamais havia marchado contra Roma até então, algo proibido pelas leis e pelas mais antigas tradições republicanas.
Dois pretores, enviados de Roma, tentaram convencer o general de sua intenção de tomar a cidade, fracassando como já havia fracassado uma comissão senatorial. Quando alcançou as portas de Roma, Mário, Sulpício e seus seguidores sabiam que não era possível uma defesa contra seis legiões que haviam cercado a capital a partir de três pontos distintos. Depois de um curto cerco, Sula conseguiu assaltar a Muralha Serviana e invadiu a cidade à frente de suas tropas, cometendo assim uma terrível infração religiosa, a violação do pomério. Só a plebe do Esquilino fustigou as tropas de Sula com pedras e telhas do alto de suas casas. Sula eliminou rapidamente esta resistência simplesmente mandando incendiar o bairro enquanto seus adversários mais comprometidos tiveram fugir da cidade. Plutarco conta que os gladiadores de Mário não eram páreo para legionários treinados e que a oferta dos populares de libertar qualquer escravo que os ajudasse foi aceita por apenas três. Sulpício foi traído e morto por um de seus escravos, que Sula libertou e, imediatamente, mandou executar (libertado pela informação que levou à morte de Sulpício e condenado à morte por trair seu mestre). Mário, porém, conseguiu fugir para a África.
Por outro lado, as ações de Sula provocaram a repulsa em muitos romanos. Alguns de seus opositores foram inclusive eleitos para cargos públicos em 87 a.C. Cneu Otávio, aliado de Sula, e Lúcio Cornélio Cina foram eleitos cônsules enquanto Sula assumiu uma posição de procônsul no final de seu mandato. Novamente, Sula foi nomeado comandante da campanha contra Mitrídates e, desta vez, assumiu o comando de suas legiões e marchou para o oriente para a guerra.

## Sétimo consulado (86 a.C.) e morte

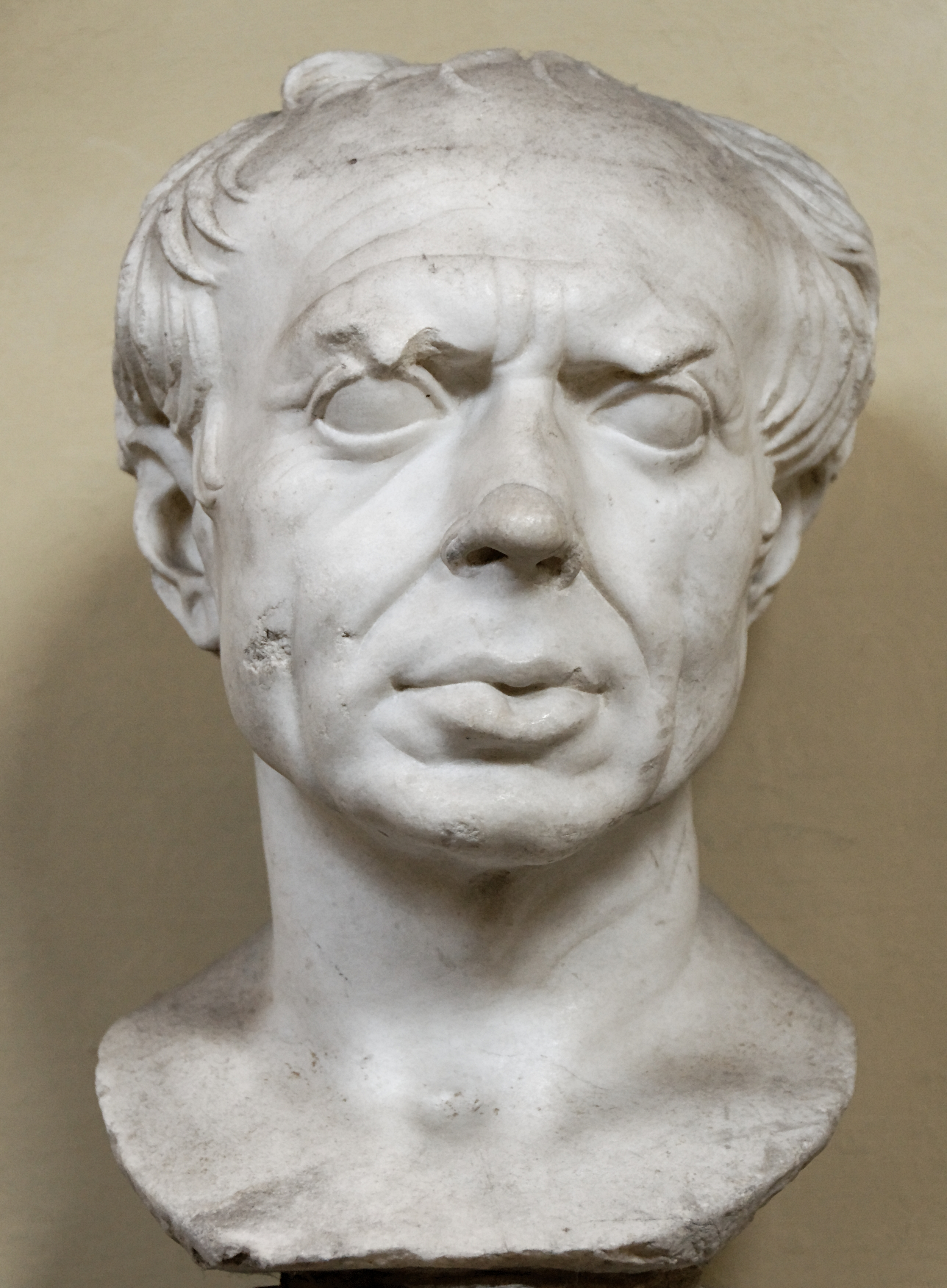
Busto de Mário em idade avançada.
Busto do Museo Chiaramonti, um dos Museus Vaticanos

Enquanto Sula estava combatendo na Grécia, ressurgiu o conflito entre os populares (o partido de Mário) e os optimates (o partido de Sila, comandado por Otávio). Mário conseguiu amealhar apoio suficiente, em grande parte oriundo das colônias de veteranos no norte da África, para regressar à Itália à frente de um exército. Seu filho, Caio Mário, o Jovem, o acompanhou. Cina e Mário chegaram a Roma com quatro exércitos, dois deles comandados por Quinto Sertório e Cneu Papírio Carbão. A primeira grande batalha deste conflito ocorreu no Janículo, na qual as forças de Otávio saíram vitoriosas, mas sofrendo grandes perdas, o que desmoralizou o exército de Otávio, mas em nada atrapalhou o cerco de Cina e Mário. Finalmente, depois de várias escaramuças nas periferias de Roma, negociadores conseguiram uma promessa de Cina de que ele não causaria propositalmente a morte de ninguém ao reentrar em Roma.
Mário insistiu que só entraria novamente em Roma quando seu exílio fosse oficialmente repelido. O senado rapidamente começou uma votação para adiantar a aprovação, mas, antes que pudesse terminar, Mário se despiu de quaisquer fingimentos e entrou na cidade com seus próprios homens, conhecidos como bardyiae, uma unidade de escravos assassinos que respondiam diretamente a Mário. Segundo os antigos historiadores, Mário então lavou a cidade com sangue, assassinando qualquer um que tivesse demonstrado o mínimo apoio a Sula, que fosse rico demais ou que fosse um inimigo pessoal seu. O próprio Otávio foi o primeiro de uma longa lista de perseguidos, incluindo Quinto Lutácio Cátulo, Públio Licínio Crasso Dives (pai de Crasso) e um de seus filhos; Marco Antônio Orador, cônsul em 99 a.C. e avô de Marco Antônio, o flâmine dial Lúcio Cornélio Mérula, Lúcio Júlio César, seu irmão, Caio Júlio César Estrabão Vopisco, Públio Cornélio Lêntulo Sura, Caio Atílio Serrano, Marco Bébio, Caio Nementório, Marco Cecílio Cornudo e Quinto Ancário. O jovem Crasso refugiou-se na Hispânia e Quinto Cecílio Metelo Pio, o fiel aliado de Sula, na África. As cabeças dos executados foram exibidas na Rostra, no Fórum Romano.
Cinco dias depois, Cina ordenou que suas tropas e as de Sertório (muito mais disciplinadas que as de Mário, que haviam sido recrutadas entre gladiadores, escravos e outros homens livres pobres) assassinassem os bardyiae de Mário. Depois de um massacre que provocou comoção em Roma, mais de 100 nobres romanos foram mortos. O senado, controlado pelos populares, emitiu uma ordem exilando Sula e Mário foi nomeado general para a guerra no oriente. Cina, por sua vez, foi eleito para um segundo consulado e Mário, para um sétimo. Apesar disto, pouco mais de um mês depois de sua volta a Roma, Mário morreu repentinamente com 71 anos de idade. Segundo Plutarco, seu epitáfio era:
| “ | Odiado pelos seus inimigos e temido pelos seus amigos | ” |
|   | — Plutarco, Vidas Paralelas, Gaius Marius.            |   |

## Epílogo
Cina foi eleito cônsul duas vezes mais, mas morreu durante um motim de suas tropas na Grécia. As tropas de Sula voltaram para a Itália através de Brundísio (83 a.C.) e os filhos de Mário morreram na luta contra elas. Em sua volta a Roma, Sula estabeleceu um novo reinado de terror que obscureceu tudo o que já havia ocorrido antes. Milhares de senadores e outros nobres romanos que haviam apoiado Mário foram declarados fora da lei e executados. Júlio César, sobrinho da esposa de Mário e casado com uma filha de Cina, foi um dos muitos proscritos. Apesar disto, César fugiu para a Cilícia e viveu lá até a morte de Sula, em 78 a.C..
Mário foi um grande general romano e levou adiante grandes reformas, profundas e efetivas, na estrutura e organização das legiões romanas. Apesar sito, ele foi, em grande parte, o responsável pela ruptura com Sula que levou à sua marcha contra Roma. Ele próprio acabou, em várias ocasiões, com várias tradições mediante ações legislativas na Assembleia e seu golpe para depor Sula como comandante nas guerras contra Mitrídates foi considerada muito questionável à luz da constituição consuetudinária romana.